# 砕魂 〜さいたま〜
『砕魂 〜さいたま〜』（英語：Fractured Soul）は、オーストラリアの企業  Endgame Studios が開発したニンテンドー3DS用ゲームソフト。日本語版はサイバーフロントより2013年3月27日からダウンロード専売開始。2014年1月31日に体験版と共に配信終了。

## 概要
クローン兵士を操作して崩壊した宇宙基地からの脱出を目指すアクションゲーム。日本語版は埼玉県をもじったような作品名が目を引くが、これは原題の "Fractured Soul"（砕けた魂）の直訳である。
本作品の特徴は、ニンテンドー3DSの上下2画面で同時にゲームが進行することである。上下の画面は平行世界の関係にあり、一方の画面には主人公の実体が、もう片方の画面には彼の影が表示される。そして主人公には平行世界を行き来する能力があり、L・Rボタンを押すことで実体と影を入れ替えることができる。2つの世界の様子はよく似てはいるものの細部に違いがあり、一方では行き止まりの場所でも、もう片方では先に進めるようになっていたりする。プレイヤーは主人公の実体が存在する画面を切り替えつつ、正しい道筋を模索することになる。
独特の操作方法に慣れる必要があるため、本作品の難度は高い。しかし、死亡時に再開可能な中継箇所が1ステージに10か所近く設けてある上、残機は無限で時間制限もないので、失敗してもたやすく再挑戦できる作りになっている。
ステージ数は30以上で、高評価を集めないと挑戦できない隠しステージもある。また公式サイトでは、タイムアタックのランキングが公表されている。日本語版でも世界のプレイヤーと腕前を競うことができる。